# Diaphananthe vandiformis
Diaphananthe vandiformis là một loài thực vật có hoa trong họ Lan. Loài này được (Kraenzl.) Schltr. mô tả khoa học đầu tiên năm 1914.